# Daniel Pidun
Daniel-Gai Pidun (* 1976 oder 1977) ist ein deutscher Pokerspieler. Er gewann 2013 das Main Event der European Poker Tour.

## Pokerkarriere
Pidun erzielte seine erste Geldplatzierung bei einem Live-Turnier Anfang des Jahres 2009 im Casino in Bad Oeynhausen. Ende April 2013 gewann er das Main Event der European Poker Tour in Berlin. Dafür setzte er sich gegen 911 andere Spieler durch und erhielt eine Siegprämie in Höhe von 880.000 Euro. Anfang November 2017 kam Pidun erstmals bei einem Event der World Series of Poker ins Geld und belegte beim 111.111 Euro teuren High Roller for One Drop der World Series of Poker Europe (WSOPE) im King’s Resort in Rozvadov den 20. Platz für knapp 160.000 Euro Preisgeld. An gleicher Stelle wurde er im Oktober 2019 beim Diamond High Roller der WSOPE Neunter und erhielt knapp 180.000 Euro. Auch im November 2022 schaffte er es beim Diamond High Roller auf die bezahlten Plätze und beendete das Turnier auf dem mit rund 120.000 Euro dotierten sechsten Rang.
Insgesamt hat sich Pidun mit Poker bei Live-Turnieren mehr als 1,5 Millionen US-Dollar erspielt. Sein Bruder Thomer ist ebenfalls Pokerspieler.